# NGC 2955
NGC 2955 este o galaxie spirală situată în constelația Leul Mic. A fost descoperită în 28 martie 1786 de către William Herschel. Se află la o distanță de 109,65 megaparseci de Pământ.